# The Kiss (1896)

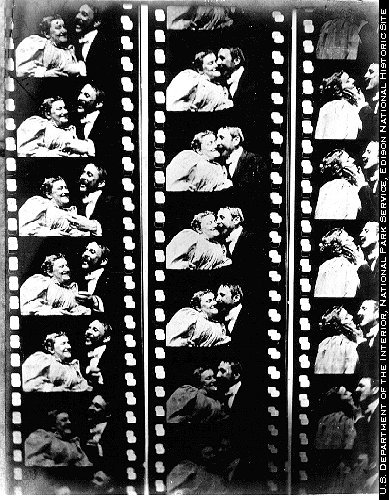
Rolo original do filme.

The Kiss é um filme mudo do gênero Romance produzido nos Estados Unidos e lançado em 1896.
Em 1999, o curta foi considerado "culturalmente significativo" pela Biblioteca do Congresso dos Estados Unidos e selecionado para preservação no National Film Registry.

## Elenco
- May Irwin - The Widow Jones
- John C. Rice - Billie Bikes